# Psathyrella coprinoides
Espèce
Psathyrella coprinoides est une espèce de champignons agaricomycètes de la famille des Psathyrellaceae, définie par son aspect rappelant un petit coprin, sa croissance sur les déjections de cervidés et son affinité systématique avec la section Cystopsathyra.

## Systématique
Cette espèce est décrite pour la première fois en 2002, par les mycologues français Alain Delannoy, Maxime Chiaffi, Régis Courtecuisse et Guillaume Eyssartier, qui la classent dans le genre Psathyrella sous le nom binominal Psathyrella coprinoides.